# Трисульфид циркония
Трисульфид циркония — бинарное неорганическое соединение
циркония и серы
с формулой ZrS3,
оранжевые кристаллы.

## Получение
- Нагревание чистых веществ:

{\displaystyle {\mathsf {Zr+3S\ {\xrightarrow {1000^{o}C}}\ ZrS_{3}}}}

## Физические свойства
Трисульфид циркония образует оранжевые кристаллы 
моноклинной сингонии, пространственная группа P 21/m, параметры ячейки a = 0,51243 нм, b = 0,36244 нм, c = 0,8980 нм, β = 97,28°, Z = 2,
структура типа триселенида циркония ZrSe3
.
Соединение разлагается при температуре ≈1000°С.